# ICAR Mirabel
Le circuit ICAR (acronyme pour International Center of Advanced Racing) est un complexe de courses motorisées aménagé sur les anciennes pistes de l’Aéroport international Montréal-Mirabel, à Mirabel, Canada, au nord de Montréal.

## Description
Il comprend un circuit routier de 3,42 km (2.125 miles) avec 14 virages, une piste d’accélération de 0,4 km (0.25 miles) et une piste de karting d'1 km (0,62 miles) comportant 14 virages.
Le complexe a ouvert ses portes en 2008 comme club privé de sport automobile et à partir de 2009 a été ouvert au grand public avec l’ouverture de l'Académie de course ICAR et la piste de karting conçue par l’ancien champion du monde de Formule 1, Jacques Villeneuve.
L'ICAR présente régulièrement des compétitions ouvertes au public, notamment des épreuves de la NASCAR Pinty's Series et du Championnat du Canada des voitures de tourisme.

## Courses actuelles
- NASCAR Pinty's Series
- Canadian Touring Car Championship
- Canadian Supercar
- Sportsman ICAR Challenge
- Formula Tour 1600
- Pro-Cam
- Super Production Challenge
- Drift Mania Canadian Championship

## Anciennes courses
- Canadian Superbike Championship (en)
- IMSA GT3 Cup Challenge Canada

## Vainqueurs des NASCAR Pinty's Series (ex-Canadian Tire Series)
| Année | Date      | Pilote        | Équipe                             | Voiture | Distance | Course                                         |        |
| ----- | --------- | ------------- | ---------------------------------- | ------- | -------- | ---------------------------------------------- | ------ |
| 2011  | 5 juin    | Robin Buck    | Quaker State                       | Dodge   | 33 tours | Grand Prix ICAR                                | ,      |
| 2012  | 3 juin    | Andrew Ranger | Dodge/GC Motorsports               | Dodge   | 31 tours | Lucas Oil Grand Prix presented by Budweiser    | ,      |
| 2013' | 7 juillet | Andrew Ranger | La Cite De Mirabel Inc.            | Dodge   | 30 tours | Jiffy Lube 100 presented by Snap-on            | ,      |
| 2014  | 6 juillet | Andrew Ranger | Mopar/Pennzoil/Mopar Express Lane  | Dodge   | 30 tours | Jiffy Lube 100 presented by La Petite Bretonne | [ 9 ]  |
| 2015  | 5 juillet | Kevin Lacroix | Lacroix Tuning/Excellence Chrysler | Dodge   | 30 tours | Ecko Unlimited 100                             | [ 10 ] |
| 2016  | 3 juillet | Andrew Ranger | Mopar/Pennzoil/Mopar Express Lane  | Dodge   | 30 tours | ICAR 100                                       | [ 11 ] |
| 2017  | 8 juillet | Kevin Lacroix | Lacroix Tuning/Excellence Chrysler | Dodge   | 79 tours | Ecko Unlimited 100                             | [ 12 ] |